# Aleksandr Kulesz
Aleksandr Kulesz (ros. Александр Кулеш, ur. 14 lutego 1983 w Leningradzie) – rosyjski wioślarz.

## Osiągnięcia
- Mistrzostwa Świata Juniorów – Duisburg 2001 – ósemka – 2. miejsce[1].
- Mistrzostwa Świata – Gifu 2005 – ósemka – 6. miejsce[1].
- Mistrzostwa Świata – Eton 2006 – ósemka – 7. miejsce[1].
- Mistrzostwa Świata – Monachium 2007 – ósemka – brak[1][2].
- Mistrzostwa Europy – Ateny 2008 – ósemka – 2. miejsce[1].
- Mistrzostwa Europy – Brześć 2009 – czwórka podwójna – 6. miejsce[1].